# Nasaf Karszy
Nasaf Karszy (uzb. «Nasaf» (Qarshi) futbol klubi, ros. Футбольный клуб «Насаф» Карши, Futbolnyj Kłub "Nasaf" Karszy) – uzbecki klub piłkarski z siedzibą w Karszy, w wilajecie kaszkadaryjskim.

## Historia
Chronologia nazw:
- 1978: Karszystroj Karszy (ros. «Каршистрой» Карши)
- 1983: FK Beszkent (ros. ФК «Бешкент»)
- 1986: Gieołog Karszy (ros. ФК «Геолог» Карши)
- 1992: Pachtaczy Karszy (ros. ФК «Пахтачи» Карши)
- 1993: Nasaf Karszy  (ros. ФК «Насаф» Карши)
- 1996: Dinamo-Nasaf Karszy  (ros. ФК «Динамо-Насаф» Карши)
- 1997: Nasaf Karszy (ros. ФК «Насаф» Карши)

Piłkarska drużyna Karszystroj została założona w mieście Karszy w 1978.
W 1978 debiutował w Drugiej Lidze, strefie 5 Mistrzostw ZSRR. Klub również nazywał się FK Beszkent, Gieołog Karszy.
W 1997 pod nazwą Nasaf debiutował w Wyższej Lidze Uzbekistanu, w której występuje do dziś.

## Sukcesy
- Mistrzostwo w Oʻzbekiston PFL: 2024
- 2 miejsce w Oʻzbekiston PFL: 2011, 2017
- 3 miejsce w Oʻzbekiston PFL: 2000, 2001, 2005, 2006, 2009, 2010, 2013, 2014, 2015, 2016, 2022
- zdobywca Pucharu Uzbekistanu: 2015, 2021, 2022
- finalista Pucharu Uzbekistanu: 2003, 2011, 2012, 2013, 2016
- zdobywca Pucharu AFC: 2011